# Staš Skube
Staš Skube, né le 15 novembre 1989 à Novo mesto, est un handballeur international slovène.
Il évolue au poste de demi-centre dans le club Français du Montpellier Handball. Il est le frère cadet de Sebastian Skube, également handballeur international.
En 2021, il est recruté par le KS Kielce pour y évoluer à compter de l'été 2022 mais en avril 2022, le Montpellier Handball rachète le contrat et recrute le joueur slovène pour trois saisons.

## Palmarès
Compétitions internationales
- Vainqueur de la Ligue des champions (1) : 2019
- Vainqueur de la Ligue SEHA (2) : 2019

Compétitions nationales
- Deuxième du Championnat de Slovénie (2) : 2014 et 2015
- Finaliste de la Coupe de Slovénie (1) : 2015
- Vainqueur du Championnat de Hongrie (1) : 2018
  - Finaliste (1) : 2017
- Finaliste de la Coupe de Hongrie (2) : 2017 et 2018
- Vainqueur du Championnat de Macédoine du Nord (1) : 2019
- Finaliste de la Coupe de Macédoine du Nord (1) : 2020
- Vainqueur du Championnat de Biélorussie (1) : 2021
- Vainqueur de la Coupe de Biélorussie (1) : 2021